# Liulimiao
Liulimiao (kinesiska: 琉璃庙, 琉璃庙镇) är en köping i Kina. Den ligger i stadsdistriket Huairou i Pekings storstadsområde, i den norra delen av landet, omkring 81 kilometer norr om stadskärnan. Antalet invånare är 5 938. Befolkningen består av 2 662 kvinnor och 3 276 män. Barn under 15 år utgör 9,0 %, vuxna 15-64 år 72 %, och äldre över 65 år 17,0 %.